# المواقع الأثرية في بات والخطم والعين
المواقع التاريخية في بات والخطم والعين هي مواقع مدرجة في قائمة التراث العالمي، وتقع في سلطنة عمان بمحافظة الظاهرة القريبة من حدود دولة الإمارات العربية المتحدة ، وتعتبر من المواقع الأثرية والتاريخية التي يعود تاريخها إلى الألفية الثالثة قبل الميلاد، أي نحو 5000 سنة، وهذه المواقع يطلق عليها (مقابر خلية النحل) وتقع إلى الشرق من عبري وهي مفتوحة للجمهور على مدار العام.

## موقع بات الأثري
يقع الموقع في محافظة الظاهرة شرق ولاية عبري، ويعتبر ثاني موقع يتم إدراجه ضمن قائمة التراث العالمي في سلطنة عمان كمحمية ثقافية في عام 1988، وقد أكتشف الموقع عام 1972، وهو عبارة عن قبور من طراز أم النار في الجزء الجنوبي، وفي الجزء الشمالي قبور خلايا النحل التي ترجع إلى الألفية الثالثة قبل الميلاد، كما تم الكشف عن أبراج مراقبة وحراسة، ويضم الموقع نحو 400 مقبرة مبنية بشكل دائري باستخدام الحجارة المربعة الصلبة، فيما يبلغ ارتفاعها 4 أمتار.

## التنقيبات الأثرية
لقد كشفت المسموحات عن وجود مقبرة متطورة في بناءها المعماري احتوت على 100 مدفن حجري يبلغ ارتفاع القبر الواحد منها ثمانية أمتار وعثر على قطع الفخار الاحمر يشبة موقع جمدت نصر بالعراق كما عثر على فخار مزخرف بأناقة تظهر على سطحه ملامح لخطوط سوداء أفقية الشكل إلى جانب العثور على قطع فخارية أخرى تظهر فيها مقابض للتعليق

## مواضيع متعلقة
- مواقع التراث العالمي في سلطنة عمان
- مواقع التراث العالمي
- قائمة مواقع التراث العالمي في آسيا